# Tarnów (district)
Tarnów (powiat tarnowski) is een Pools district (powiat) in de woiwodschap Klein-Polen. De oppervlakte bedraagt 1413,44 km², het inwonertal 200.085 (2014).
De stad Tarnów is een stadsdistrict en behoort niet tot het district.

## Steden
- Ciężkowice
- Ryglice
- Tuchów
- Żabno

Stadsdistricten:
Krakau (Kraków) · Tarnów · Nowy Sącz

Districten:
Bochnia · Brzesko· Chrzanów · Dąbrowa Tarnowska · Gorlice · Krakau · Limanowa · Miechów · Myślenice · Nowy Sącz · Nowy Targ · Olkusz · Oświęcim · Proszowice · Sucha · Tarnów · Tatra · Wadowice · Wieliczka

Grootste steden:
Bochnia · Chrzanów · Gorlice · Krakau · Nowy Sącz · Nowy Targ · Olkusz · Oświęcim · Tarnów · Zakopane